# Jamis-Sutter Home/2010
Deze pagina geeft een overzicht van de wielerploeg Jamis-Sutter Home in 2010.

## Renners
| Naam                      | Geboortedatum | Nationaliteit    | Ploeg 2009                                      |
| ------------------------- | ------------- | ---------------- | ----------------------------------------------- |
| Alejandro Alberto Borrajo | 24-04-1980    | Argentinië       | Colavita/Sutter Home Presented by Cooking Light |
| Anibal Andres Borrajo     | 16-11-1982    | Argentinië       | Colavita/Sutter Home Presented by Cooking Light |
| Tucker Brown              | 05-03-1985    | Verenigde Staten | neoprof                                         |
| Ivan Dominguez            | 28-05-1976    | Verenigde Staten | Rock Racing                                     |
| James Driscoll            | 11-11-1986    | Verenigde Staten | Rock Racing                                     |
| Nick Frey                 | 09-03-1987    | Verenigde Staten | neoprof                                         |
| Andy Guptill              | 17-03-1983    | Verenigde Staten | Colavita/Sutter Home Presented by Cooking Light |
| Guido Emanuel Palma       | 09-01-1987    | Argentinië       | Colavita/Sutter Home Presented by Cooking Light |
| Andres Ignacio Pereyra    | 20-01-1987    | Argentinië       | neoprof                                         |
| Luis Amaran Romero        | 07-04-1979    | Cuba             | Colavita/Sutter Home Presented by Cooking Light |
| Jackie Simes              | 05-11-1988    | Verenigde Staten | Mountain Khakis                                 |
| Frank Travieso            | 02-03-1980    | Verenigde Staten | neoprof                                         |
| Tyler Wren                | 04-03-1981    | Verenigde Staten | Colavita/Sutter Home Presented by Cooking Light |

2003 · 2004 · 2005 · 2006 · 2007 · 2008 · 2009 · 2010 · 2011 · 2012